# Hermann-Joseph Wurm

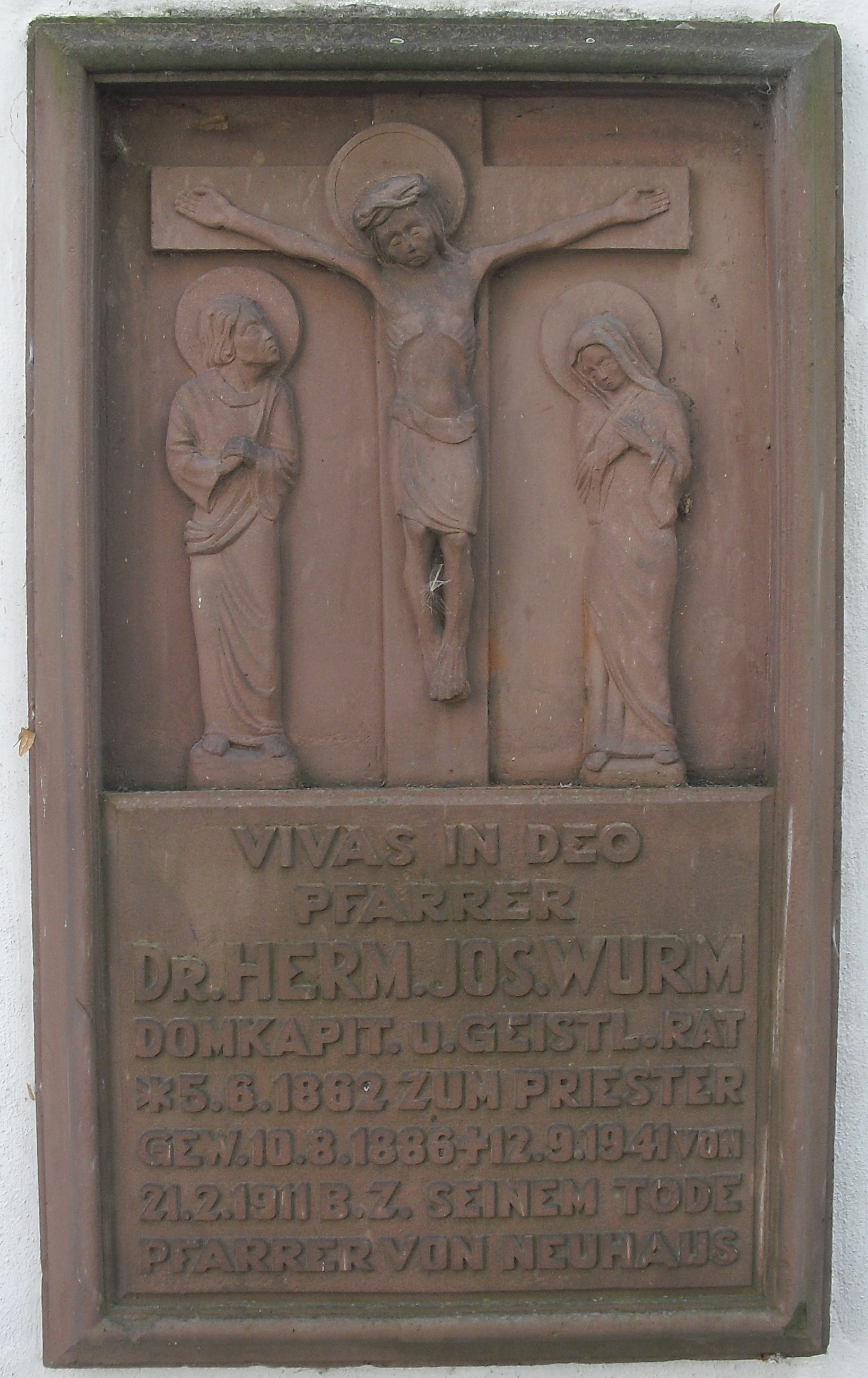
Gedenktafel an der Pfarrkirche in Schloß Neuhaus

Hermann-Joseph Wurm (* 5. Juni 1862 in Paderborn; † 12. September 1941 in Schloß Neuhaus) war ein deutscher römisch-katholischer Geistlicher und Journalist.

## Leben
Hermann-Joseph Wurm machte 1880 sein Abitur am Gymnasium Theodorianum und studierte Geschichte und katholische Theologie an der Westfälischen Wilhelms-Universität Münster und am Priesterseminar Eichstätt. An der Julius-Maximilians-Universität Würzburg wurde er zum Dr. phil. promoviert. 1886 empfing er die Priesterweihe und war seit 1911 als Pfarrer für die Pfarrgemeinde St. Heinrich und Kunigunde in Neuhaus tätig.
Neben dem Priesteramt war er Gründer und erster Chefredakteur (1888 bis 1889 und 1897 bis 1911) der 1888 gegründeten Academia, der bis heute erscheinenden Verbandszeitschrift des Cartellverbandes der katholischen deutschen Studentenverbindungen (CV). Zudem war er Redakteur der wissenschaftlichen Beilage der katholischen Tageszeitung Germania und publizierte eine Reihe von Untersuchungen zu kirchengeschichtlichen Themen.
Im Jahr 1909 wurde Wurm zum ordentlichen Mitglied der Historischen Kommission für Westfalen gewählt, deren Vorstand er von 1930 bis 1933 angehörte. Wurm war von 1924 bis 1938 Direktor des Vereins für Geschichte und Altertumskunde Westfalens, Abteilung Paderborn. Er wurde auf Druck des nationalsozialistischen Regimes abgesetzt.
In Münster wurde er 1881 Mitglied der katholischen Studentenverbindung VKDSt Saxonia Münster im CV, später wurde er ehrenhalber auch Mitglied von zehn weiteren CV-Verbindungen,

## Schriften
- Handbuch für den Cartellverband der katholischen deutschen Studentenverbindungen. 2. Auflage, Berlin 1904.